# روباه سچورا
روباه سچورا (نام علمی: Lycalopex sechurae) نام یک گونه از سرده روباه‌های آمریکای جنوبی است.